# Quaternionengruppe
In der Gruppentheorie ist die Quaternionengruppe eine nicht-abelsche Gruppe der Ordnung {\displaystyle 8}. Sie wird häufig mit dem Symbol {\displaystyle Q_{8}} bezeichnet. Ihren Namen erhält sie daher, dass sie aus den acht Elementen {\displaystyle \pm 1,\pm \mathrm {i} ,\pm \mathrm {j} ,\pm \mathrm {k} } im Schiefkörper der Hamiltonschen Quaternionen besteht.

## Definition
Die Quaternionengruppe ist die achtelementige Menge {\displaystyle Q_{8}=\{\pm 1,\pm \mathrm {i} ,\pm \mathrm {j} ,\pm \mathrm {k} \}} mit der Verknüpfung {\displaystyle \cdot \colon Q_{8}\times Q_{8}\to Q_{8}},
die neben den üblichen Vorzeichenregeln die folgenden Relationen erfüllt:
{\displaystyle \mathrm {i} \cdot \mathrm {i} =\mathrm {j} \cdot \mathrm {j} =\mathrm {k} \cdot \mathrm {k} =\mathrm {i} \cdot \mathrm {j} \cdot \mathrm {k} =-1}.
Diese Regeln wurden von William Rowan Hamilton gefunden.
Daraus ergibt sich folgende Verknüpfungstafel:
| {\displaystyle \cdot }        | {\displaystyle \mathrm {1} }  | {\displaystyle \mathrm {-1} } | {\displaystyle \mathrm {i} }  | {\displaystyle \mathrm {-i} } | {\displaystyle \mathrm {j} }  | {\displaystyle \mathrm {-j} } | {\displaystyle \mathrm {k} }  | {\displaystyle \mathrm {-k} } |
| ----------------------------- | ----------------------------- | ----------------------------- | ----------------------------- | ----------------------------- | ----------------------------- | ----------------------------- | ----------------------------- | ----------------------------- |
| {\displaystyle \mathrm {1} }  | {\displaystyle \mathrm {1} }  | {\displaystyle \mathrm {-1} } | {\displaystyle \mathrm {i} }  | {\displaystyle \mathrm {-i} } | {\displaystyle \mathrm {j} }  | {\displaystyle \mathrm {-j} } | {\displaystyle \mathrm {k} }  | {\displaystyle \mathrm {-k} } |
| {\displaystyle \mathrm {-1} } | {\displaystyle \mathrm {-1} } | {\displaystyle \mathrm {1} }  | {\displaystyle \mathrm {-i} } | {\displaystyle \mathrm {i} }  | {\displaystyle \mathrm {-j} } | {\displaystyle \mathrm {j} }  | {\displaystyle \mathrm {-k} } | {\displaystyle \mathrm {k} }  |
| {\displaystyle \mathrm {i} }  | {\displaystyle \mathrm {i} }  | {\displaystyle \mathrm {-i} } | {\displaystyle \mathrm {-1} } | {\displaystyle \mathrm {1} }  | {\displaystyle \mathrm {k} }  | {\displaystyle \mathrm {-k} } | {\displaystyle \mathrm {-j} } | {\displaystyle \mathrm {j} }  |
| {\displaystyle \mathrm {-i} } | {\displaystyle \mathrm {-i} } | {\displaystyle \mathrm {i} }  | {\displaystyle \mathrm {1} }  | {\displaystyle \mathrm {-1} } | {\displaystyle \mathrm {-k} } | {\displaystyle \mathrm {k} }  | {\displaystyle \mathrm {j} }  | {\displaystyle \mathrm {-j} } |
| {\displaystyle \mathrm {j} }  | {\displaystyle \mathrm {j} }  | {\displaystyle \mathrm {-j} } | {\displaystyle \mathrm {-k} } | {\displaystyle \mathrm {k} }  | {\displaystyle \mathrm {-1} } | {\displaystyle \mathrm {1} }  | {\displaystyle \mathrm {i} }  | {\displaystyle \mathrm {-i} } |
| {\displaystyle \mathrm {-j} } | {\displaystyle \mathrm {-j} } | {\displaystyle \mathrm {j} }  | {\displaystyle \mathrm {k} }  | {\displaystyle \mathrm {-k} } | {\displaystyle \mathrm {1} }  | {\displaystyle \mathrm {-1} } | {\displaystyle \mathrm {-i} } | {\displaystyle \mathrm {i} }  |
| {\displaystyle \mathrm {k} }  | {\displaystyle \mathrm {k} }  | {\displaystyle \mathrm {-k} } | {\displaystyle \mathrm {j} }  | {\displaystyle \mathrm {-j} } | {\displaystyle \mathrm {-i} } | {\displaystyle \mathrm {i} }  | {\displaystyle \mathrm {-1} } | {\displaystyle \mathrm {1} }  |
| {\displaystyle \mathrm {-k} } | {\displaystyle \mathrm {-k} } | {\displaystyle \mathrm {k} }  | {\displaystyle \mathrm {-j} } | {\displaystyle \mathrm {j} }  | {\displaystyle \mathrm {i} }  | {\displaystyle \mathrm {-i} } | {\displaystyle \mathrm {1} }  | {\displaystyle \mathrm {-1} } |

Die Gruppenaxiome
1. Existenz des neutralen Elements
2. Existenz des inversen Elements
3. Assoziativität

sind leicht nachgeprüft.

## Eigenschaften
Die Quaternionengruppe {\displaystyle Q_{8}} ist nicht abelsch, da beispielsweise {\displaystyle \mathrm {i} \cdot \mathrm {j} =\mathrm {k} \neq \mathrm {j} \cdot \mathrm {i} =-\mathrm {k} } gilt.
Sie und die Diedergruppe {\displaystyle D_{4}} sind bis auf Isomorphie die beiden einzigen nicht-abelschen Gruppen mit acht Elementen.
Die Gruppe {\displaystyle Q_{8}} ist zudem eine hamiltonsche Gruppe: sie ist zwar nicht-abelsch, aber dennoch ist jede Untergruppe ein Normalteiler. Jede hamiltonsche Gruppe hat eine zu {\displaystyle Q_{8}} isomorphe Untergruppe.
Der Schiefkörper {\displaystyle \mathbb {H} } der Hamiltonschen Quaternionen besteht aus dem reellen Vektorraum mit Basis {\displaystyle \{1,\mathrm {i} ,\mathrm {j} ,\mathrm {k} \}} und der Multiplikation, die die obige Multiplikationstabelle bilinear fortsetzt. Umgekehrt kann man ausgehend vom Schiefkörper {\displaystyle \mathbb {H} } die Quaternionengruppe als die von den Elementen {\displaystyle \pm 1,\pm \mathrm {i} ,\pm \mathrm {j} ,\pm \mathrm {k} } gebildete Untergruppe definieren.
Man kann {\displaystyle Q_{8}} auch als Untergruppe der allgemeinen linearen Gruppe {\displaystyle \operatorname {GL} _{2}(\mathbb {C} )} darstellen durch die Matrizen {\displaystyle \mathrm {i} =\left({\begin{smallmatrix}{\sqrt {-1}}&0\\0&-{\sqrt {-1}}\end{smallmatrix}}\right)} und {\displaystyle \mathrm {j} =\left({\begin{smallmatrix}0&1\\-1&0\end{smallmatrix}}\right)} und {\displaystyle \mathrm {k} =\left({\begin{smallmatrix}0&{\sqrt {-1}}\\{\sqrt {-1}}&0\end{smallmatrix}}\right)}.
Eine Anwendung der Quaternionengruppe ergibt sich in der synthetischen Geometrie. Dort dienen Quasikörper als Koordinatenbereiche einer affinen oder projektiven Ebene und es zeigt sich, dass einer der kleinsten Quasikörper, der kein Schiefkörper ist und über dem sich daher nichtdesarguesche Ebenen ergeben, eine zu {\displaystyle Q_{8}} isomorphe multiplikative Gruppe hat. → siehe Ternärkörper.

## Automorphismen
Als Automorphismus (hier von {\displaystyle Q_{8}}) gilt eine bijektive Abbildung {\displaystyle \phi \colon Q_{8}\to Q_{8}}, bei der die Multiplikation homomorph behandelt wird, d. h.
{\displaystyle \phi (x\cdot y)=\phi (x)\cdot \phi (y)\,}.
Da die Ordnung von Gruppenelementen hierbei erhalten bleibt, müssen {\displaystyle \pm 1} als einzige Elemente mit Ordnung 1 bzw. 2 festbleiben.
Dagegen können die 3 imaginären Einheiten {\displaystyle \mathrm {i} ,\mathrm {j} ,\mathrm {k} } jeweils in eine andere überführt werden. Genauer: die erste, sagen wir {\displaystyle \mathrm {i} }, hat alle 6 Ecken {\displaystyle \pm \mathrm {i} ,\pm \mathrm {j} ,\pm \mathrm {k} } dieses Oktaeders zur Auswahl, das Negative dieses Werts muss dann dem „Antipoden“ {\displaystyle -\mathrm {i} \,} zugeteilt werden. Bleiben für die zweite, sagen wir {\displaystyle \mathrm {j} }, noch 4 Ecken. Danach sind die restlichen Zuordnungen festgelegt: Antipode {\displaystyle -\mathrm {j} } wie auch {\displaystyle \mathrm {k} } wegen {\displaystyle \mathrm {k} =\mathrm {i} \cdot \mathrm {j} } (diese Orientierung verbietet die Spiegelungen s. u.) und dessen Antipode {\displaystyle -\mathrm {k} }. Es gibt also 6·4 = 24 Automorphismen, die in eineindeutiger Korrespondenz zu den Drehungen des besagten Oktaeders stehen. Somit ist die Automorphismengruppe {\displaystyle \operatorname {Aut} (Q_{8})} isomorph zur Drehgruppe des Oktaeders, die wiederum zur symmetrischen Gruppe S4 isomorph ist.
Eine elegante Realisierung von {\displaystyle \operatorname {Aut} (Q_{8})} im Kontext der Quaternionen findet sich in Hurwitzquaternionen.
Die inneren Automorphismen von {\displaystyle Q_{8}} werden durch die {\displaystyle q\in Q_{8}} modulo dem Zentrum {\displaystyle Z=\left\{\pm 1\right\}} vermöge {\displaystyle x\mapsto q^{-1}\cdot x\cdot q} vermittelt. Sie bilden die Gruppe {\displaystyle \operatorname {Inn} (Q_{8})} isomorph zu {\displaystyle Q_{8}/Z}, die zur kleinschen Vierergruppe V isomorph ist.
Die Konjugation als Spiegelung an der reellen Achse, die hier gleichzeitig die Inversionsabbildung darstellt, ist antihomomorph, das heißt
{\displaystyle {\overline {x\cdot y}}={\bar {y}}\cdot {\bar {x}}}     und auch     {\displaystyle {\bar {\mathrm {k} }}={\bar {\mathrm {j} }}\cdot {\bar {\mathrm {i} }}\;\neq \;{\bar {\mathrm {i} }}\cdot {\bar {\mathrm {j} }}},
und wird deshalb als involutiver Antiautomorphismus bezeichnet.

## Charaktertafel
Die Quaternionengruppe hat folgende Charaktertafel:
| {\displaystyle G}         | {\displaystyle 1} | {\displaystyle 1}  | {\displaystyle 2}         | {\displaystyle 2}         | {\displaystyle 2}         |
|                           | {\displaystyle 1} | {\displaystyle -1} | {\displaystyle {\rm {i}}} | {\displaystyle {\rm {j}}} | {\displaystyle {\rm {k}}} |
| ------------------------- | ----------------- | ------------------ | ------------------------- | ------------------------- | ------------------------- |
| {\displaystyle \chi _{1}} | {\displaystyle 1} | {\displaystyle 1}  | {\displaystyle 1}         | {\displaystyle 1}         | {\displaystyle 1}         |
| {\displaystyle \chi _{2}} | {\displaystyle 1} | {\displaystyle 1}  | {\displaystyle 1}         | {\displaystyle -1}        | {\displaystyle -1}        |
| {\displaystyle \chi _{3}} | {\displaystyle 1} | {\displaystyle 1}  | {\displaystyle -1}        | {\displaystyle 1}         | {\displaystyle -1}        |
| {\displaystyle \chi _{4}} | {\displaystyle 1} | {\displaystyle 1}  | {\displaystyle -1}        | {\displaystyle -1}        | {\displaystyle 1}         |
| {\displaystyle \chi _{5}} | {\displaystyle 2} | {\displaystyle -2} | {\displaystyle 0}         | {\displaystyle 0}         | {\displaystyle 0}         |

Die Diedergruppe D4 hat dieselbe Charaktertafel ohne zur Quaternionengruppe isomorph zu sein. Damit ist die Quaternionengruppe ein Beispiel dafür, dass sich eine Gruppe nicht aus ihrer Charaktertafel rekonstruieren lässt.

## Dizyklische Gruppen und verallgemeinerte Quaternionengruppen
Die Quaternionengruppe {\displaystyle Q_{8}} lässt sich wie folgt durch Erzeuger und Relationen präsentieren:
{\displaystyle \left\langle x,y\mid x^{4}=1,x^{2}=y^{2},yxy^{-1}=x^{-1}\right\rangle }.
In obiger Schreibweise gilt {\displaystyle x=\mathrm {i} } und {\displaystyle y=\mathrm {j} }.
Die Quaternionengruppe ist daher eine sogenannte dizyklische Gruppe. Die dizyklische Gruppe der Ordnung {\displaystyle 4n} für {\displaystyle n\geq 2} erhält man durch folgende Präsentation über Erzeuger und Relationen:
{\displaystyle \left\langle x,y\mid x^{2n}=1,x^{n}=y^{2},yxy^{-1}=x^{-1}\right\rangle }.
Die dizyklischen Gruppen, deren Ordnung eine Zweierpotenz ist, heißen verallgemeinerte Quaternionengruppen.